# صونين

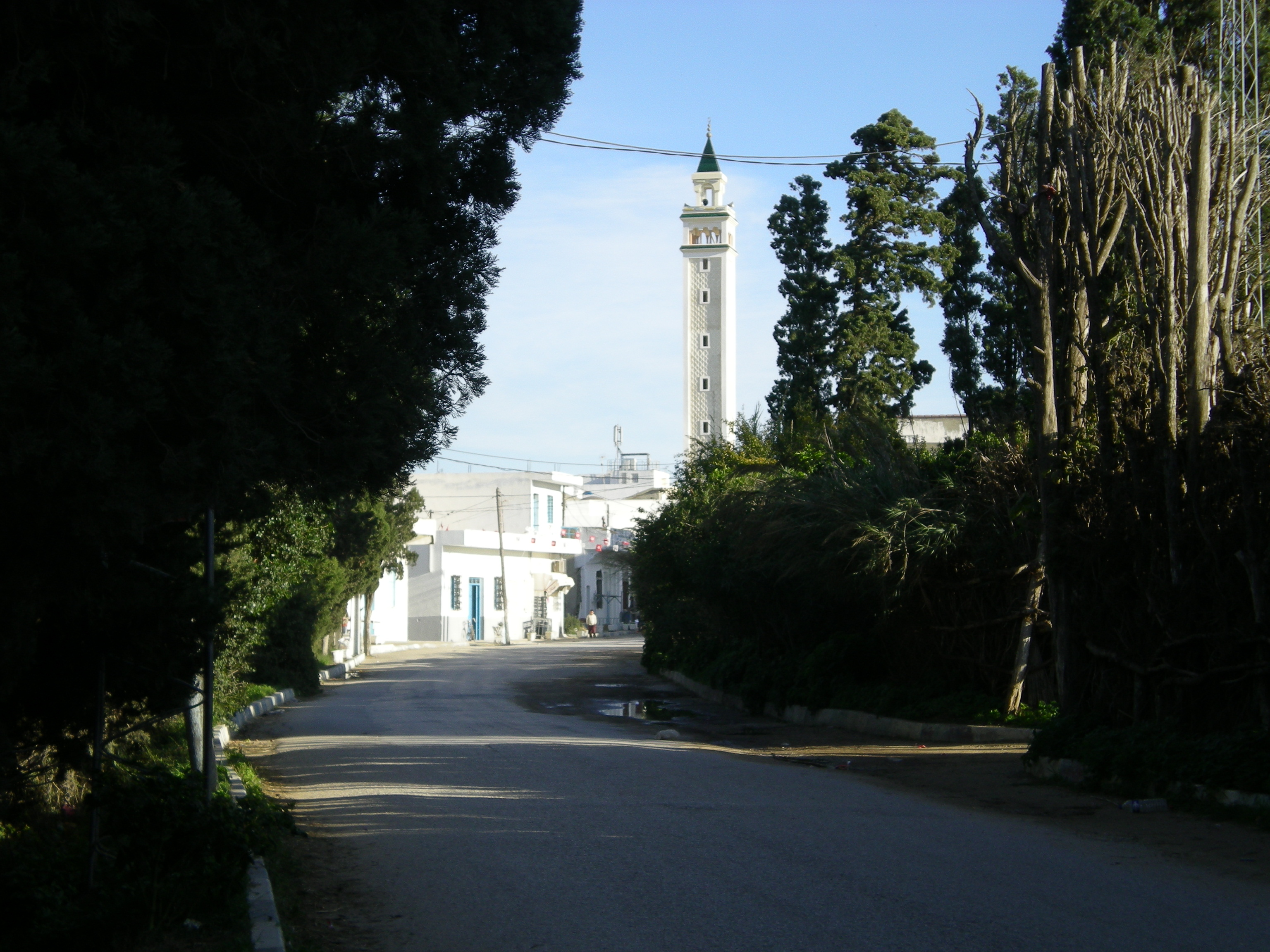
مدخل قرية صونين

صونين هي قرية تقع في الشمال الشرقي التونسي في رفراف من ولاية بنزرت. تعد حوالي 5000 ساكن. وايضا هي من معتمدية راس الجبل